# パキスタンの行政区画
パキスタンの行政区画は、4つの州と1つの連邦直轄地域に分かれる。また、カシミール地方におけるパキスタンの実効支配領域は2つの行政区に分かれる。カシミールに当たる行政区はカシミール紛争が解決していないため、憲法上はパキスタンの一部ではない。
下位区分は管区（連邦直轄地域は未設置）、県、テシル（郡）、ユニオンカウンシル（シェルワン）（集落連合）の4層となっている。

## 変遷

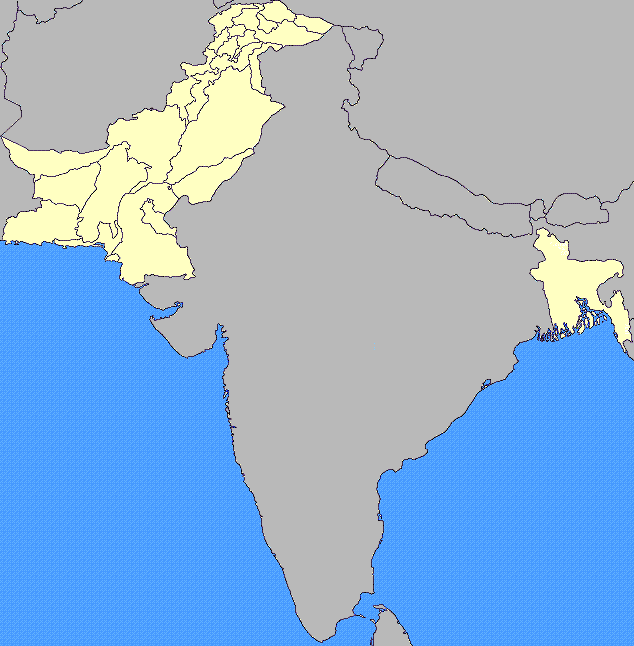
旧行政区画（1955年以前）

1947年8月14日の独立時には以下の5州と藩王国が存在した。
- 東ベンガル州（英語版）
- 西パンジャーブ州（英語版）
- シンド州（英語版）
- 北西辺境州（英語版）
- バローチスターン州（英語版）

1948年7月23日、シンド州より連邦首都地区（当時の首都はカラチ）が設置される。
1955年10月14日、パキスタン統一政策によって東ベンガル州は東パキスタンに、首都地区を除く他の行政区画はすべて西パキスタンに統合された。1958年9月8日、グワーダルをオマーンより編入。1960年8月1日に首都機能をラーワルピンディーへ移転したため、1961年にカラチの首都地区は廃止される。1967年、首都をイスラーマーバードへ遷都（ラーワルピンディーは仮首都の扱い）。
1970年7月1日、西パキスタンが廃止され4州とイスラーマーバード連邦直轄区に分割。1971年に東パキスタンはバングラデシュとして独立した。1981年、イスラーマーバード連邦直轄区の名称を首都圏へ変更。
2009年8月29日に北部地域をギルギット・バルティスタン地域に、2010年4月19日に北西辺境州をカイバル・パクトゥンクワ州へそれぞれ改名。
2018年5月31日、連邦直轄部族地域（FATA）をカイバル・パクトゥンクワ州へ統合。
2020年11月1日、イムラン・カーン首相がギルギット・バルティスタンを地域から準州へ格上げする方針を表明。2021年に地域議会は支持を表明したが、カーン首相の退陣によりプロセスは停滞している。

## 一覧

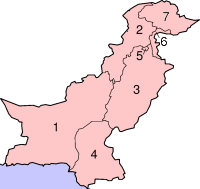
パキスタンの行政区画

1. バローチスターン州（Balochistan Province,بلوچستان）
2. カイバル・パクトゥンクワ州（Khyber Pakhtunkhwa Province,خیبر پختون خواہ）
3. パンジャーブ州（Punjab Province,پنجاب）
4. シンド州（Sindh Province,سندھ）
5. イスラーマーバード首都圏（Islamabad Capital Territory,وفاقی دارالحکومت）
6. アザド・カシミール（Azad Jammu and Kashmir,آزاد کشمیر）
7. ギルギット・バルティスタン（Gilgit-Baltistan,گلگت - بلتستان）

1～4が州（province）、5が連邦直轄地域、6と7は実効支配領域である。

### 基礎情報
人口値は2017年パキスタン国勢調査の暫定結果より。
|   | 州旗 | 州名                       | 州都             | 面積(km²) | 人口(2017年) | 言語                        |
| - | ---- | -------------------------- | ---------------- | --------- | ------------ | --------------------------- |
| 1 |      | バローチスターン州         | クエッタ         | 347,190   | 9,495,000    | バローチー語,ウルドゥー語   |
| 2 |      | カイバル・パクトゥンクワ州 | ペシャーワル     | 101,741   | 35,525,047   | パシュトー語,ウルドゥー語   |
| 3 |      | パンジャーブ州             | ラホール         | 205,344   | 110,012,442  | パンジャーブ語,ウルドゥー語 |
| 4 |      | シンド州                   | カラチ           | 140,914   | 47,886,051   | シンド語,ウルドゥー語       |
| 5 |      | イスラーマーバード首都圏   | イスラマバード   | 906       | 2,006,572    | 英語,ウルドゥー語           |
| 6 |      | アザド・カシミール         | ムザファラバード | 13,297    | 4,045,366    | ウルドゥー語                |
| 7 |      | ギルギット・バルティスタン | ギルギット       | 64,817    | 2,441,523    | 英語,ウルドゥー語           |